# Ґавр Ґура
Ґавр Ґура (яп. がうる・ぐら) — віртуальний ютубер агентства талантів Hololive Production. Учасник Hololive English — Myth (стилізовано як HoloMyth), разом з Таканаші Кіарою [ja] (яп. 小鳥遊キアラ), Морі Калліопе [ja] (яп. 森カリオペ), Ніномае Іна'ніс [ja] (яп. 一伊那尓栖), та Вотсон Амелією [ja] (яп. ワトソン・アメリア).
З її дебюту, який відбувся 13 вересня 2020 року, стала популярним віртуальним ютубером з найбільшим числом підписників — понад 4 мільйони. Її відеотрансляції зосереджені на розважальному контенті, що значною мірою є летсплеями, караоке та спілкуванням з авдиторією. Ґуру називають «Саме-чан» в Японії, що значить акула.